# قرار مجلس الأمن التابع للأمم المتحدة رقم 283
قرار مجلس الأمن التابع للأمم المتحدة رقم، المعتمد 29 يوليو 1970. واعتمد بأغلبية 13 صوتاً مع امتناع فرنسا والمملكة المتحدة.
وفي القرار، «أشار مجلس الأمن بقلق شديد استمرار رفض حكومة جنوب أفريقيا الصارخ الامتثال لقرارات مجلس الأمن التي تطالب بالانسحاب الفوري لجنوب أفريقيا» من ناميبيا.
ودعا المجلس جميع الدول إلى الامتناع عن أي أنشطة دبلوماسية قد تنطوي على اعتراف بسلطة جنوب أفريقيا على الإقليم، ودعا جميع الدول التي لها علاقات دبلوماسية مع بريتوريا إلى إصدار إعلان رسمي مفاده أنها لا تعترف بمثل هذا السلطة وتعتبر استمرار الوجود الجنوب أفريقي غير قانوني.
ودعا المجلس جميع الدول إلى ضمان قيام جميع الشركات المملوكة للدولة والتي تسيطر عليها بوقف التعامل مع ناميبيا، ووقف القروض والاستثمارات لناميبيا والناميبيين، وثني تشجيع السياحة والهجرة في ناميبيا.
تم تقديم طلب آخر للدول لإعادة النظر في المعاهدات الثنائية مع جنوب أفريقيا بقدر ما تنطبق هذه المعاهدات على الإقليم. وطلب مجلس الأمن أيضا من الأمين العام أن يدرس جميع المعاهدات المتعددة الأطراف مع جنوب أفريقيا من حيث انطباقها على الإقليم، على أن يتيح مجلس الأمم المتحدة لناميبيا لها نتائج دراساته ومقترحاته فيما يتعلق باتفاقية إصدار جوازات السفر والتأشيرات لناميبيا، وأن تنشئ الجمعية العامة صندوقا لتقديم المساعدة إلى الناميبيين الذين عانوا من الاضطهاد وتمويل برنامج تعليمي وتدريبي شامل للناميبين في الإقليم. وأخيراً، أعاد المجلس إنشاء اللجنة الفرعية المخصصة لناميبيا لدراسة المزيد من التوصيات بشأن سبل تنفيذ القرارات ذات الصلة.

## روابط خارجية
- نص القرار في undocs.org